# Kirkwood (Missouri)
Kirkwood  è una città degli Stati Uniti d'America, nella Contea di St. Louis dello Stato del Missouri.
Fa parte della prima cintura urbana della città di St. Louis. Al censimento del 2000 possedeva una popolazione di 27 324 abitanti. La città venne fondata nel 1853 e così nominata in onore di James Pugh Kirkwood, ingegnere civile che partecipò alla costruzione della Pacific Railroad.